# Transporte de produtos perigosos
O transporte de produtos perigosos é um caso particular do transporte de mercadorias numa cadeia de fornecimento. Durante esta atividade, vários fatores passam a ser críticos e a imprudência pode significar não só a perda de mercadoria como um elevado risco para as pessoas envolvidas no transporte e para o meio ambiente envolvente (Paiva, 2008). 

## Materiais perigosos
Os Produtos perigosos são classificados por classes de riscos, conforme abaixo;
- 1 Explosivos
- 2.1 Gases Inflamáveis
  - 2.2 Gases não-Inflamáveis.
    - 2.3 Gases Tóxicos
- 3 Líquidos inflamáveis
- 4.1 Sólidos inflamáveis
  - 4.2 Substâncias sujeitas a combustão espontânea
    - 4.3 Substancias que em contato com água emitem gases inflamáveis
- 5.1 Oxidantes
  - 5.2 Peróxidos Orgânicos
- 6.1 Sustâncias Tóxicas
  - 6.2 Substâncias Infectantes
- 7  Material Radioativo
- 8  Corrosivos ou Sustâncias corrosivas
- 9  Substância Perigosas diversas ou matérias que podem causar diversos perigos

Todos os materiais perigosos podem ser transportados desde que sejam atendidas as exigências de cada país ou localidade.

## Riscos no transporte rodoviário
Durante o transporte de produtos perigosos, estes encontram-se sujeitos a uma forte combinação de factores adversos, os quais se denominam de riscos.
Aquando do transporte nas vias de circulação esses fatores podem dever-se a (Freitas, 2003, p. 4):
- Estado da via: traçado, estado, manutenção, volume de tráfego, acidentes e sinalização;
- Condições atmosféricas;
- Estado do veículo (falhas nos mecanismos de transporte da mercadoria): mecanismos de contenção (embalagem ou tanque) ou de vedação (válvulas ou conexões);
- Experiência do condutor;
- Fogo ou explosão

Da exposição a um ou mais destes factores, o transporte de produtos perigosos sujeita-se ao que se denomina de Incidente Rodoviário com Produtos Perigosos (IRPP). Um IRPP é qualquer acontecimento, durante o transporte, que resulte num derrame ou vazamento de um material considerado perigoso no eixo rodoviário (Real et al., 2000, p. 1).
De forma a evitar estes incidentes, devemo-nos concentrar em medidas de precaução que diminuam os riscos.
Os riscos dependem tanto das fontes de perigo como dos mecanismos de controlo (também conhecidos por medidas de proteção, salvaguarda ou simplesmente proteção), sendo directamente proporcionais aos primeiros e inversamente proporcionais aos últimos.
Assim sendo, quanto maiores e melhores forem os mecanismos de controlo aplicados sobre uma fonte de perigo, menor será a intensidade do risco. Contudo, embora se consiga atingir altos níveis de minimização do risco adjacente ao transporte de matérias perigosas, este é impossível de eliminar por completo (Real et al., 2000, p. 2).

## Segurança no transporte
Com vista à optimização da segurança na movimentação de cargas perigosas, devemos ter em conta os seguintes aspectos (Ruriani, 2008):
- Classificação do material antes de o transportar: Conhecer o material que está a ser transportado é crucial. Saber quais as suas propriedades físicas, vulnerabilidades e riscos associados ao seu transporte. Estas informações devem ser guardadas de forma a permitir o rápido acesso da equipa da cadeia de abastecimento às mesmas, em caso de necessidade.
- Ambiente de distribuição: As circunstâncias e a zona por onde o transporte será realizado envolvem cuidados e prevenção de riscos adicionais, que devem ser tomados em conta na preparação do transporte.
- Regulamentação: O transporte de produtos perigosos pode envolver a necessidade de requerimentos especiais, podendo o regulamento mudar consoante a localidade. Conhecer e cumprir a regulamentação não só ajuda na prevenção de riscos como evita severas multas.
- Embalagem: Uma embalagem apropriada é essencial para o transporte seguro de uma mercadoria perigosa. Embalagens rachadas ou danificadas põem em risco não só quem as transporta como o meio ambiente envolvente. A utilização de recipientes apropriados, material de amortecimento e absorvente e trancas seguras, farão com que o material não se desloque durante o transporte.
- Documentação: Deve-se ter tudo documentado. Documentos com os detalhes do conteúdo e características do material a ser transportado facilita todo o processo na cadeia logística.
- Marcação e identificação: Todos os embarques devem ser marcados e identificados. Os envolvidos no transporte e movimentação dos materiais perigosos devem ter condições de identificar com clareza o tipo de material com que atuam e os riscos aos quais estão expostos. A informação suplementar ou as marcações devem ser retiradas de forma a não causar confusões.
- Treino: Há que investir no treino das atividades específicas de cada operador, antes do manuseamento de cargas perigosas. Este treino, pode ser conseguido através de seminários sobre as regras de manuseamento de cargas perigosas.
- Alterações: Mudanças nas leis, propriedades dos materiais ou condições ambientais, são inevitáveis. Associando-se isto às alterações de operação e fornecimento por parte das transportadoras e fornecedores, é fundamental que o cenário seja permanentemente monitorizado e tomadas acções preventivas e correctivas em caso de necessidade.
- Transportadora: Algumas transportadoras possuem requerimentos específicos e/ou limitações quanto ao transporte de materiais perigosos. Antes de se dar o transporte, deve-se estar familiarizado com a transportadora e o método como esta actua, assim como com as capacidades tecnológicas da mesma.
- Conexão: A ligação entre os diferentes elos da cadeia de abastecimento deve ser clara e eficiente. Situações imprevistas, variações e problemas, fora do planeado, devem sofrer intervenção de imediato. Alterações nos produtos ou condições atmosféricas imprevistas devem ser comunicadas a todos os envolvidos no transporte.

## Sinalização no transporte
A sinalização das substâncias a serem transportadas diferencia-se por classes, tendo como base as suas propriedades, acima referidas. De forma ao meio de transporte se encontrar em conformidade com as regras internacionais de transporte de produtos perigosos é obrigatória a aplicação dos seguintes símbolos, caso a matéria a transportar possua tais características (Símbolos, 2008):
|  |  |  |  |
|  |  |  |  |

|  |  |  |
|  |  |  |

|  |
|  |

|  |  |  |
|  |  |  |

|  |  |
|  |  |

|  |  |
|  |  |

|  |  |  |  |
|  |  |  |  |

|  |
|  |

|  |  |
|  |  |

Esta sinalização não só se aplica ao transporte rodoviário como ao ferroviário, marítimo e aéreo (Símbolos, 2008).

## Como atuar em caso de acidente rodoviário
Em caso de sinistralidade (IRPP), o atendimento rodoviário urgente a veículos com produtos perigosos, deve-se efectuar com base em oito etapas operacionais (Real et al., 2000, p. 5-6):
1. Primeiras medidas de segurança;
2. Identificação do cenário;
3. Identificação do incidente*;
4. Avaliação dos riscos*;
5. Avaliação de recursos;
6. Ação de urgência;
7. Redução do dano*;
8. Restauração do tráfego.

(*Etapas exclusivas a incidentes com produtos perigosos. Todas as outras são comuns a outros incidentes rodoviários)

### Primeiras medidas de segurança
- Preservação da sua segurança
- Isolamento do local
- Sinalização rodoviária de emergência

### Identificação do cenário
- Ações defensivas
- Identificação dos riscos
- Definir se foi acidente ou incidente (se foi de origem humana ou em outro fator externo a essa causa)
- Comunicação ao Centro de Operação Rodoviário
- Proceder ao bloqueio do trânsito automóvel
- Solicitação de apoio

### Identificação do incidente
- Identificação do produto
- Avaliação do porte do incidente
- Isolamento da área
- Solicitação de apoio

### Avaliação dos riscos
- Estado da via
- Condições meteorológicas presentes
- Quais os riscos para o ser humano
- Quais os riscos para o ambiente
- Quais os riscos para o patrimônio

### Avaliação dos recursos
- Capacidade e limitação dos recursos disponíveis
- Disponibilidade
- Solicitação de especialistas*

### Ações de urgência
- Abordagem do acontecimento
- Reavaliação dos riscos
- Resgate de vitimas*
- Combate ao incidente

### Redução do dano
- Contenção de vazamentos
- Remoção de material
- Limpeza da via

(*Em caso de necessidade)